# Sjoerd Elzer
Sjoerd Elzer (Groningen, 31 maart 1944) - 17 december 2023) was een Nederlandse graficus en kunstschilder.

## Leven en werk
Elzer is een zoon van Ploeg-schilder Ruurd Elzer (1915-1995) en Dieuwerke Grietje (Diete) Coolman. Hij kreeg, net als zijn vader, zijn opleiding aan Academie Minerva (1961-1968) in de stad Groningen. In 1968 ontving hij de Drempelprijs voor grafiek van Minerva. Twee jaar later had hij zijn eerste solo-expositie op het Groninger stadhuis. Hij werd docent grafische technieken aan de Academie. Hij werkt als kunstenaar onder meer met acryl- en olieverf.